# Jan Cronauer
Jan Cronauer (* 1979 in Freiburg) ist ein deutscher Drehbuchautor und YouTuber.

## Leben
Jan Cronauer wuchs in Stuttgart auf. Nach dem Abitur absolvierte er Praktika bei verschiedenen Filmfirmen, ehe er im Jahr 2001 mit dem Studium an der Filmakademie Baden-Württemberg Fachrichtung Drehbuch begann. 2007 beendete er sein Studium mit dem Diplomdrehbuch Online. Seit 2007 arbeitet er als freier Drehbuchautor für verschiedene Firmen (u. a. für RTL, Zeitsprung Entertainment und action concept) und wird seit 2008 vertreten durch den Verlag der Autoren. Seit einigen Jahren lebt er in Berlin.
Seit November 2013 betrieb er zusammen mit Johannes Jaeger den YouTube-Kanal „Hunter & Cron“, auf dem regelmäßig Videos zum Thema Brettspiele veröffentlicht werden. Am 10. Februar 2021 gaben beide in einem Video bekannt, dass sich Cronauer von dem Kanal zurückziehen und „eine Pause“ machen wird. Die beiden begründeten den Schritt damit, dass Jaeger die Produktion von Brettspiel-Videos zu seinem Beruf gemacht hat, Cronauer jedoch – vorerst – nicht mehr so viel Aufwand in den Youtube-Kanal investieren möchte. Im Zuge dessen ist der Kanal in „Hunter & Friends“ umbenannt worden.

## Filmografie
- 2002: Die Beförderung (Drehbuch und Regie)
- 2003: Family Split (Drehbuch und Regie)
- 2004: Tripdeluxe (Drehbuch und Regie)
- 2005: Lost in Romania (Drehbuch)
- 2006: Trueville (Drehbuch)
- 2007: Online (Drehbuch)
- 2008: Lasko – Die Faust Gottes Folge Der Verrat (Treatment)
- 2008: Lasko – Die Faust Gottes Folge Milena (Drehbuch)
- 2012: Der Rekordbeobachter (Drehbuch)
- 2017: Der Kriminalist Folge Esthers Geheimnis, Teil 1 (Drehbuch, mit Florian Schumacher)
- 2017: Der Kriminalist Folge Esthers Geheimnis, Teil 2 (Drehbuch, mit Florian Schumacher)
- 2017: Der Kriminalist Folge Der Krieger (Drehbuch)
- 2017: Offline – Das Leben ist kein Bonuslevel (Drehbuch, mit Florian Schnell)
- 2018: Dogs of Berlin Folge Abseits (Drehbuch, mit Christian Alvart)
- 2018: Tatort: Friss oder stirb
- 2019: Der Kriminalist Folge Gefährliche Liebschaft (Drehbuch)
- 2019: Der Kriminalist Folge Crash Extreme (Drehbuch, mit Krystof Zlatnik)
- 2020: Der Kriminalist Folge Wir haben es nicht besser verdient (Drehbuch, mit Krystof Zlatnik)
- 2022: Die Känguru-Verschwörung (Drehbuch, mit Marc-Uwe Kling)
- 2022: Tatort: Katz und Maus
- 2023: Dünentod – Das Grab am Strand
- 2024: Dünentod – Tod auf dem Meer

## Ludografie
- 2024: Adventure Games Family - Dimension Fünf-Sieben